# Verin Akhtala
Verin Akhtala är en ort i Armenien.   Den ligger i provinsen Lori, i den norra delen av landet, 110 kilometer norr om huvudstaden Jerevan. Verin Akhtala ligger 1 214 meter över havet och antalet invånare är 1 989.
Terrängen runt Verin Akhtala är kuperad norrut, men söderut är den bergig. Närmaste större samhälle är Alaverdi, 10,6 kilometer sydväst om Verin Akhtala. 
Trakten runt Verin Akhtala består till största delen av jordbruksmark. Runt Verin Akhtala är det ganska tätbefolkat, med 83 invånare per kvadratkilometer.